# Adam Svoboda
Adam Svoboda (Brno, 26 de enero de 1978-Pardubice, 7 de mayo de 2019) fue un portero y entrenador de hockey sobre hielo checo.

## Biografía

### Carrera deportiva
Comenzó su carrera profesional en el equipo del HC Sparta Praha, participando en veinticinco partidos con el club a lo largo de la temporada 1996-97 en la Extraliga Checa. Pasó los siguientes años en Pardubice, antes de irse a los Tigres de Hielo de Nuremberg en 2004. 
Después de breves períodos en Rusia y Suecia, regresó a la Extraliga Checa al final de la temporada 2005-06.
Ganó su primer título de Extraliga en 2008 con el HC Slavia Praha y cinco años más tarde, su segundo título, en esta ocasión como miembro del HC Škoda Plzeň. Se retiró a los 39 años en 2017, pasando la última temporada de su carrera en Kazajistán.

### Fallecimiento
Fue encontrado muerto por la policía el 7 de mayo de 2019. Los oficiales de policía descartaron el homicidio ya que la causa probable de la muerte fue el suicidio. Tenía 41 años de edad.
Unos meses antes de su fallecimiento, había sido despedido de su trabajo como entrenador en el equipo nacional checo de menores de 18 años, al conducir bajo los efectos del alcohol y producir un choque con su automóvil.